# UFC 130
UFC 130: Rampage vs. Hamill è stato un evento di arti marziali miste tenuto dalla Ultimate Fighting Championship il 28 maggio 2011 all'MGM Grand Garden Arena a Las Vegas, Nevada, Stati Uniti.

## Background
In questo evento avrebbe dovuto esserci il terzo incontro tra Frankie Edgar e Gray Maynard e il secondo incontro per l'UFC Lightweight Championship. In seguito, il 9 maggio fu annunciato che entrambi i fighter avevano subito degli infortuni: Maynard si era rotto una costola mentre Edgar era sofferente ad un ginocchio quindi fu annunciato che il combattimento sarebbe stato rimosso dalla card.
Il 9 febbraio si sparsero voci che Thiago Silva sarebbe stato rimosso dal suo incontro con Quinton "Rampage" Jackson per venire rimpiazzato da Rashad Evans. Silva affermò di non essere infortunato e di non vedere l'ora di affrontare Jackson. Invece iniziarono a circolare indiscrezioni sul fatto che il brasiliano avesse fallito un test antidoping prima di UFC 125 e che fosse quello il motivo della sua eliminazione dalla card. Fu successivamente annunciato che la proposta a Evans non fu mai firmata e che Rampage avrebbe affrontato Matt Hamill.
L'ex Sengoku Middleweight Champion Jorge Santiago confermò di aver firmato un contratto con l UFC e sarebbe tornato per affrontare Brian Stann a questo evento.
Il 20 aprile, Brad Pickett fu costretto a rinunciare al suo combattimento contro Miguel Torres. Demetrious Johnson, che avrebbe dovuto affrontare Renan Barão nell'undercard, subentrò come sostituto di Pickett mentre Barão affrontò Cole Escovedo.
Il 27 aprile, Norifumi Yamamoto rinunciò al suo combattimento con Chris Cariaso a causa di un infortunio. Michael McDonald, che avrebbe dovuto scontrarsi con Nick Pace a UFC 133, divenne il sostituto di Yamamoto.
Cody McKenzie avrebbe dovuto affrontare Bart Palaszewski in questo evento ma un infortunio lo fece uscire dalla card. Il seguito il presidente UFC Dana White annunciò che Gleison Tibau avrebbe sostituito McKenzie. Anche Palaszewski subì un infortunio venendo sostituito dal rientrante veterano UFC Rafaello Oliveira.
L'evento vide l'esordio in UFC del futuro campione dei pesi gallo Renan Barão.

## Risultati

### Card preliminare
- Incontro categoria Pesi Gallo:  Renan Barão contro  Cole Escovedo

Barão sconfisse Escovedo per decisione unanime (30–27, 30–27, 29–28).
- Incontro categoria Pesi Gallo:  Michael McDonald contro  Chris Cariaso

McDonald sconfisse Cariaso per decisione divisa (29–28, 27–30, 29–28).
- Incontro categoria Pesi Leggeri:  Gleison Tibau contro  Rafaello Oliveira

Tibau sconfisse Oliveira per sottomissione (strangolamento da dietro) al minuto 3:28 del round 2.
- Incontro categoria Pesi Medi:  Kendall Grove contro  Tim Boetsch

Boetsch sconfisse Grove per decisione unanime (30–27, 30–27, 30–27).
- Incontro categoria Pesi Gallo:  Miguel Torres contro  Demetrious Johnson

Johnson sconfisse Torres per decisione unanime (29–28, 29–28, 29–28).

### Card principale
- Incontro categoria Pesi Medi:  Brian Stann contro  Jorge Santiago

Stann sconfisse Santiago per KO Tecnico (pugni) al minuto 4:29 del round 2.
- Incontro categoria Pesi Welter:  Thiago Alves contro  Rick Story

Story sconfisse Alves per decisione unanime (29–28, 29–28, 29–28).
- Incontro categoria Pesi Massimi:  Stefan Struve contro  Travis Browne

Browne sconfisse Struve per KO (superman punch) al minuto 4:11 del round 1.
- Incontro categoria Pesi Massimi:  Frank Mir contro  Roy Nelson

Mir sconfisse Nelson per decisione unanime (30–27, 30–27, 30–26).
- Incontro categoria Pesi Mediomassimi:  Quinton Jackson contro  Matt Hamill

Jackson sconfisse Hamill per decisione unanime (30–27, 30–27, 30–27).

## Premi
Ai vincitori sono stati assegnati 70.000$ per i seguenti premi:
- Fight of the Night:  Brian Stann contro  Jorge Santiago
- Knockout of the Night:  Travis Browne
- Submission of the Night:  Gleison Tibau